# Алания (телерадиокомпания)
«Государственная телевизионная и радиовещательная компания «Алания» — филиал ФГУП «Всероссийская государственная телевизионная и радиовещательная компания» в Республике Северная Осетия — Алания.

## История

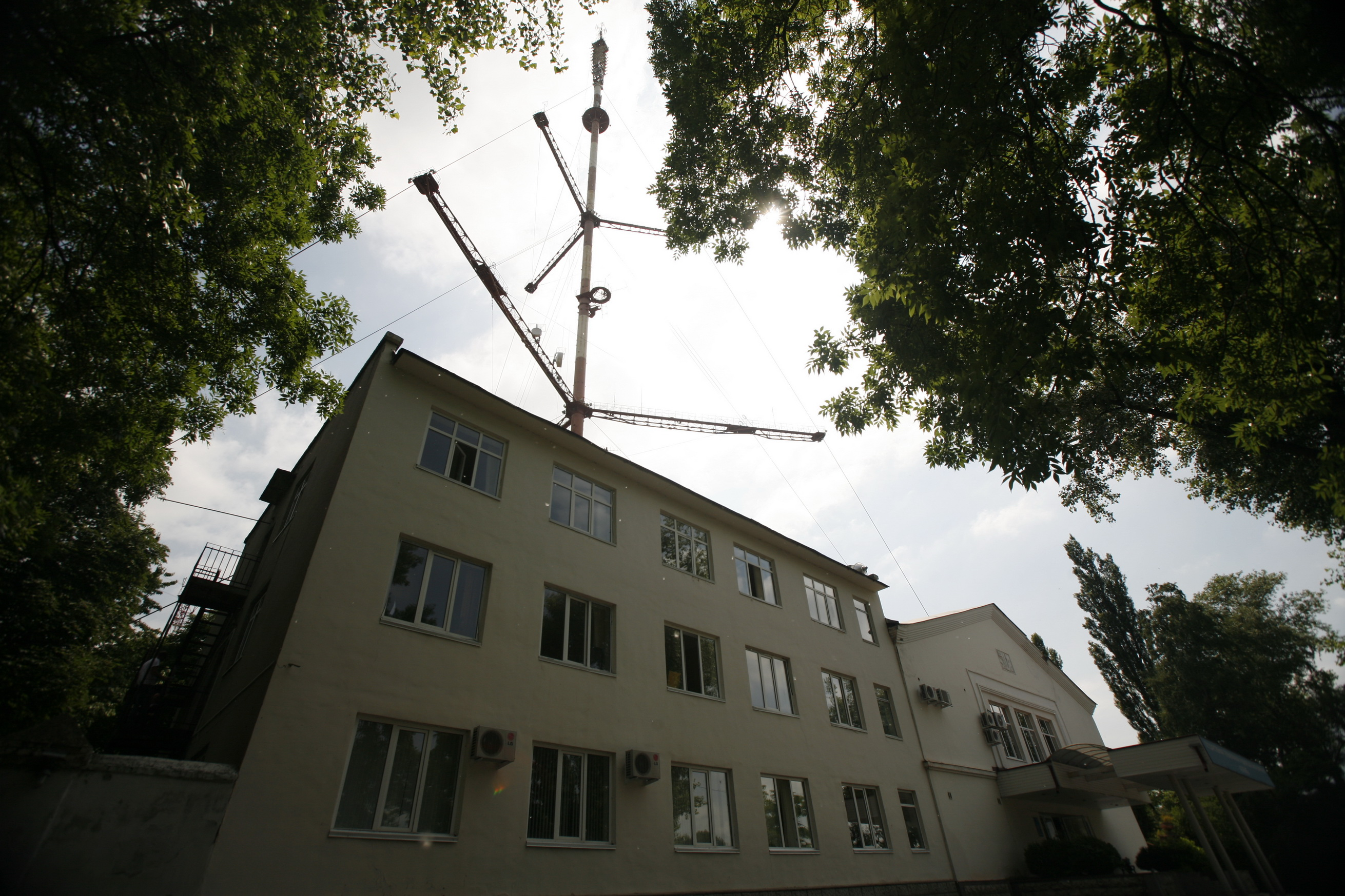
Здание телестудии ГТРК «Алания» и телевышка на Осетинской горке во Владикавказе. 2011

Первое радиовещание на территории республики началось в 1931 году (по другим данным, в 1934). Первое телевещание — 1 мая 1961. Важнейший этап в истории ГТРК «Алания» — появление кинопроизводства. В 1970-е годы Северо-Осетинское телевидение стало кинопроизводящей базой для всего Северного Кавказа. На базе ГТРК «Алания» снято более 40 художественных фильмов, около 150 документальных и более 60 фильмов-концертов. Это был совместный труд кинематографистов Северной Осетии — Алании, Дагестана, Кабардино-Балкарии, Чечено-Ингушетии, Ставрополья. По объему кинопроизводства студия занимала третье место в стране, уступая «Останкино» и «Лентелефильму».
В 1976 году Северо-Осетинская студия телевидения перешла на видеозапись, что позволило значительно расширить производственные мощности. В 1982 году жители республики увидели первое цветное изображение по местному телевидению.
Некоторое время осуществляла вещание собственного телеканала на 3-й метровой частоте, где основной эфир принадлежал телеканалу РЕН ТВ, в дальнейшем — России-24.
В 2016 году произведен торжественный запуск нового цифрового телерадиокомплекса, позволившего перейти на современные безленточные технологии производства программ, что явило собой начало новой «эры» в истории телерадиовещания на территории республики. В церемонии приняли участие заместитель генерального директора ВГТРК Рифат Сабитов, глава Республики Северная Осетия — Алания Вячеслав Битаров и директор «ГТРК» Тимур Кусов.

## Аудитория
Территория вещания ГТРК: практически вся Республика Северная Осетия - Алания (охват — 99,6 %), западная часть Республики Ингушетия, юго-восточная часть Кабардино-Балкарской Республики и часть Республики Южной Осетии. Общая численность аудитории составляет примерно 950 тысяч человек.

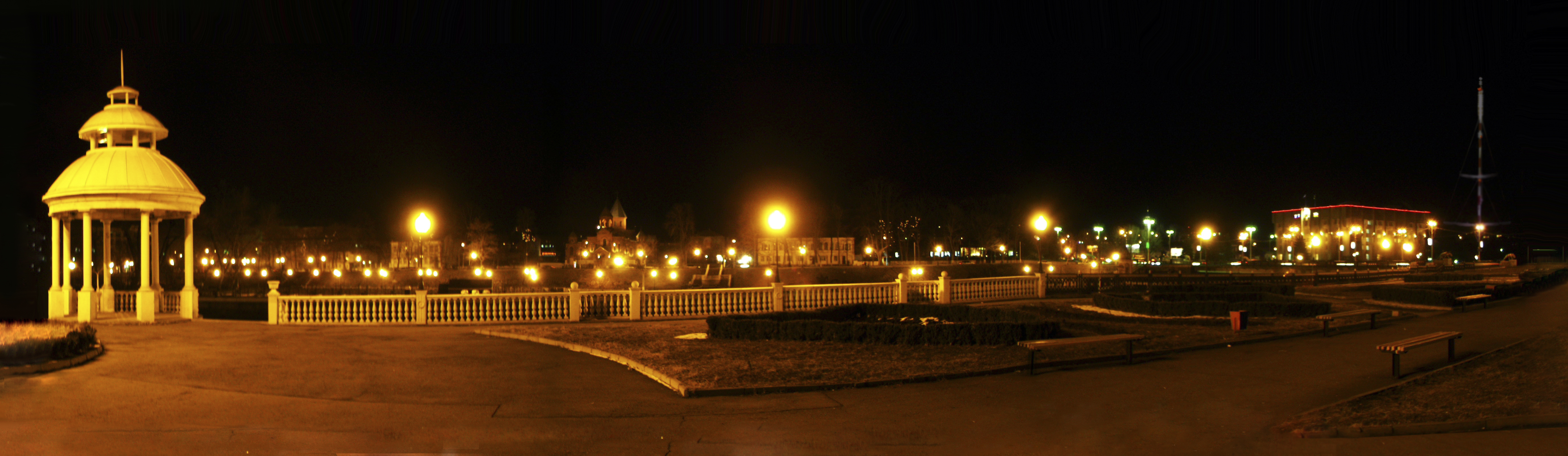
Набережная Владикавказа. Справа — телебашня. 2007

## Теле- и радиоканалы
- Телеканал «Россия-1 Алания» — информационные программы ежедневно, тематические программы по будням на Осетинском языке и субботам на русском и осетинском;
- Телеканал «Россия-24 Алания» — собственное вещание 1 час по понедельникам с 15:00 до 15:30 и с 17:30 до 18:00, 30 минут со вторника по пятницу: с 17:30 до 18:00, 30 минут в субботу: с 21:00 до 21:30, 1 час по воскресеньем: с 13:00 до 14:00;
- «Радио России Алания» (90,0 FM) — собственное вещание с понедельника по пятницу, с 07:10 до 08:00, с 11:10 до 12:00, с 18:10 до 19:00, по выходным с 10:10 до 11:00, с 11:10 до 12:00.
- Радиоканал «Алания FM» (104,5 FM) — собственное круглосуточное вещание;
- Радио «Вести-FM Алания» (106,3 FM) — собственное вещание с понедельника по пятницу, с 06:45 до 07:00, с 12:45 до 13:00, с 13:45 до 14:00, с 18:45 до 19:00, с 23:45 до 00:00;